# Mots Chasma
Il Mots Chasma è una struttura geologica della superficie di Venere.